# Durbeni csata
A durbeni csata a Német Lovagrend és a Kardtestvérek rendje hadának összecsapása a lettek és kurok által támogatott litvánok ellen a livóniai mocsaraknál, Durbe (Durben) alatt, 1260. július 13-án. A litvánok győzedelmeskedtek a lovagok felett, sikerük annak is volt köszönhető, hogy a rendi seregben nagy számban szolgáltak a helyi lakosságból toborzott segéderők, akik a csata közben átálltak, mivel számos honfitársuk harcolt az ellenség soraiban.

## Előzmények
A Kardtestvérek rendjét a szamogit litvánok és szemigall lettek szövetsége legyőzte a saulei csatában (1236), ami súlyosan megrendítette a lovagok hatalmát. A német császár azonban feloszlatta a lovagrendet és hozzácsatolta a Német Lovagrendhez, amely 1226-ban balti porosz területek meghódításával épített ki saját országot a Balti-tenger mellett. A Kardtestvérek bár saját maguk kormányozták a megszerzett kelet-balti régiókat, de ténylegesen önálló államról ott nem beszélhetünk.
A Német Lovagrenddel egyesített Kardtestvérek folytatták a lett, kur és észt területek meghódítását, amelyet összefoglaló néven Livóniának neveztek (eredetileg a finnugor lívek területére vonatkozó, később az egész térségre általánossá vált). A legkeményebb ellenállást a német expanzióval szemben Szemigallia (Zemgale) adta, melynek szövetségese Szamogitia (Žemaitia) volt. Némely litván fejedelem állandóan betört Livóniába, hogy kiterjessze az uralmát, vagy csupán zsákmányszerző akciókat indítottak.
1259-ben Szamogitia fejedelme, Treniota betört Dél-Livóniába és rávette a szemigallokat és néhány kur törzset, hogy csatlakozzanak hozzá. Az eddigi támadások során a Német Lovagrenddel és a Kardtestvérekkel a helyzet háborúvá érett, de ehhez egyelőre üres volt a kincstár és adókat kellett kivetni a lakosságra. A termés abban az évben rossz volt, s az adóemelés fellázította a lakosságot több helyen, s kitört a livóniai népek nagy felkelése, amely rövidesen minden alávetett, vagy szabad balti törzsre kiterjedt.

## A csata
A litvánok, a lettek és a kurok nagyjából négyezren voltak, velük szemben Burchard von Hornhausen, a Kardtestvérek nagymestere, Livónia landmeistere (tartományfőnök) és a porosz marsall vezetésével egy körülbelül valamivel nagyobb német rendi és kardtestvér sereg indult meg, melyet erősítettek dán és svéd keresztesek, valamint nagyszámú kur, lett és észt segédcsapatok. A rend IV. Sándor pápától kapott bullát, amely kereszteshadjáratra adott felhatalmazást Treniota ellen.
A lovagok először a litvánok ostromolta Georgenburgot szándékoztak megerősíteni, amely Poroszországban feküdt, amikor Memelben értesültek a Kurföldet ért litván támadásról. Ennek megfelelően a teuton lovagok erőiket Livóniába irányították a Kardtestvérek megsegítésére.
A keresztesek Durben alatt találták szembe magukat Treniotával. Ez a vár Kurföldön állt és vagy háromszor rombolták le. A harc egy környékbeli tótól délre, egy mocsaras vidéken indult. A lovagok kur segédcsapatai arra kérték uraikat, hogy külön támadást indíthassanak a litvánok ellen, mert ki akarták szabadítani a foglyul ejtett kurokat, de ehhez a lovagok nem járultak hozzá. Így már a csata kezdetén a kurok átálltak a litvánokhoz. Feljegyzések szerint épp a lovagok hátában állva került sor az árulásra, hogy a kereszteseket hátba támadhassák. A lovagoknak a dánokkal is nézeteltérésük támadt, mivel az előzetes haditerv az volt, hogy gyalog harcolnak a terep nehézségeiből adódóan, de a dánok nem akartak leszállni lovaikról.
A kurok átpártolása miatt az észtek és lettek azonnal megfutamodtak, az ellenség pedig bekerítette a teuton-kardtestvér sereget és maradék szövetségeseit, így a megsemmisítés elkerülhetetlen volt.

## A rend veszteségei és vereségének velejárói
A csatában elesett von Hornhausen, 150 rendi tag és számos keresztes vagy világi lovag. Az egész ország egy emberként kelt fel a teutonok és kardlovagok ellen. Délen Poroszországban a szabad törzsek összefogtak a Német Lovagrend ellen és csatlakozott hozzájuk az összes meghódított porosz is. A lovagrendeknek csak hosszú harcok árán sikerült leverni az felkelőket. Szemigalliát a vereséget követően még vagy 30 évig nem tudták meghódítani. A kurok és a litvánok a következő években egymással szövetségben támadták a livóniai várakat. 1261. február 3-án a lennenwardeni csatában a litván-kur sereg megint legyőzte a Kardtestvéreket, akik közül tíz lovag esett el. Treniota Mindaugas litván nagyfejedelmet is rábírta a Livónia elleni háborúra és több nagy felkelés tört ki Észtországban is. Ennek ellenére a balti népek nem egységesen léptek fel és a lovagok állandó támogatást kaptak Csehországtól és Dániától.
A porosz felkelést 1274-ben, míg a livóniai felkelést 1290-ben sikerült elfojtani, utóbbi leverése Livónia teljes meghódításával jár majd együtt. Utolsónak a mindig ellenálló Szemigallia esik el, s a litvánok támadásait is elhárítják a lovagok rövidesen.